# Manuka-Honig

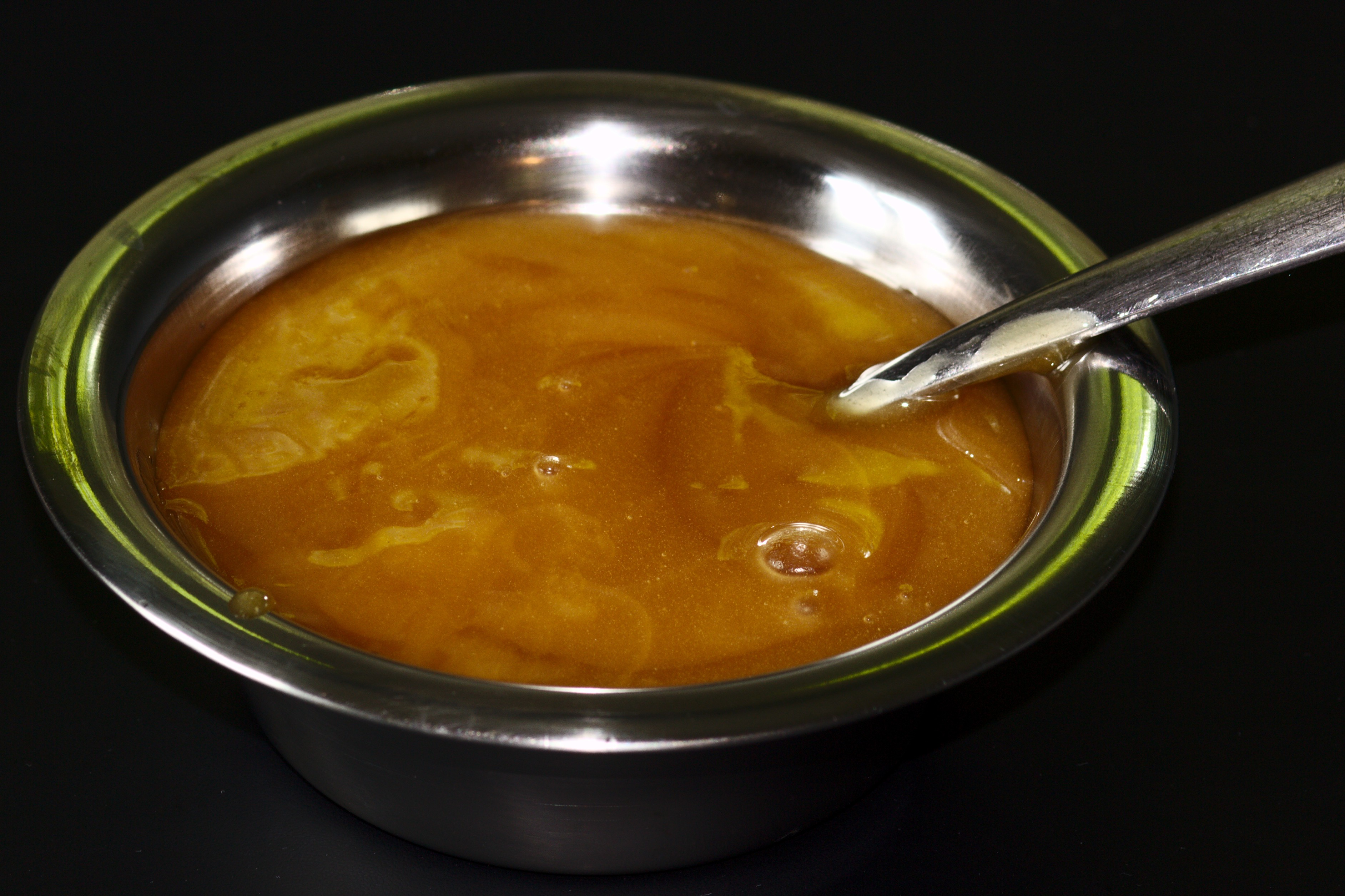
Manuka-Honig

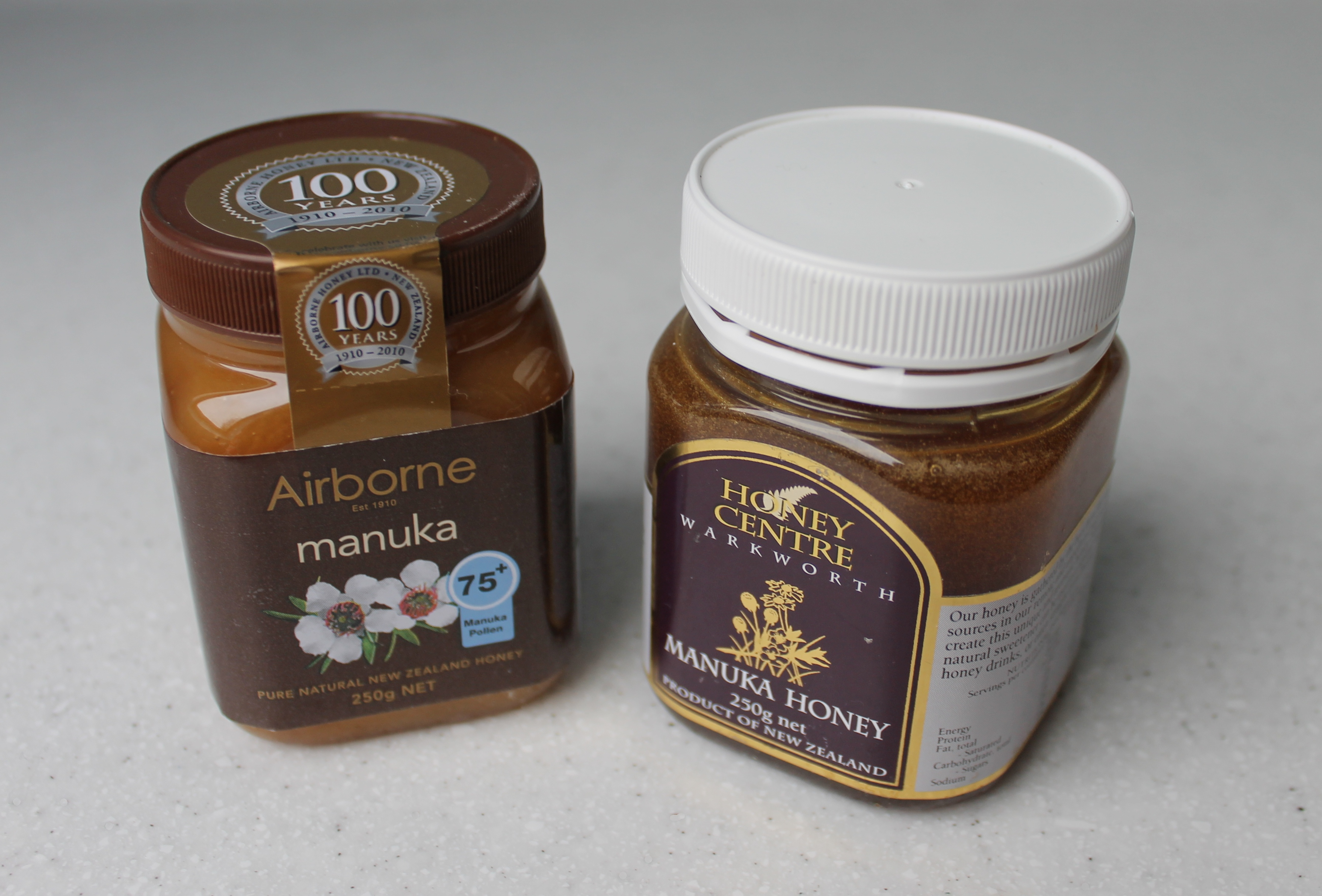
Manuka-Honig verschiedener neuseeländischer Hersteller

Manuka-Honig ist ein von Honigbienen aus dem Blütennektar der Südseemyrte (Manuka) erzeugter Honig, der traditionell als Naturheilmittel verwendet wird. In vitro konnten antibakterielle Eigenschaften des Honigs nachgewiesen werden. Die Südseemyrte (lat.: Leptospermum scoparium), eine Verwandte des australischen Teebaums, hat ihre Heimat in den entlegenen, bergigen Regionen Neuseelands und Südost-Australiens.

## Geschichte
Die Ureinwohner Neuseelands, die Maori, verwenden traditionell Blätter und Rinde bzw. Auszüge daraus sowie den Honig des Manuka-Baums äußerlich zur Desinfektion und Unterstützung der Heilung von Wunden und Entzündungen, ferner innerlich bei Erkältungen, Blasenentzündungen und anderen Infektionen. Neuseeländische Farmer sollen bereits in den 1930er Jahren Manuka-Honig an ihre Kühe verfüttert haben, um diese robuster gegen Krankheiten zu machen.
Mit der steigenden internationalen Nachfrage erhöhte sich der Preis von 37 NZD für ein Kilo im Jahr 2010 auf über 100 NZD im Jahr 2015. Die Zahl der Imker wuchs sprunghaft und die Menge an produziertem Honig erreichte 2015 20.000 Tonnen. Mit der wachsenden Konkurrenz um die begrenzte Zahl an Futterpflanzen kam es zu zahlreichen Konflikten und steigender Kriminalität im Manuka-Imkermilieu. Dabei wurden allein 2015 hunderte Bienenvölker vergiftet oder gestohlen.

## Inhaltsstoffe

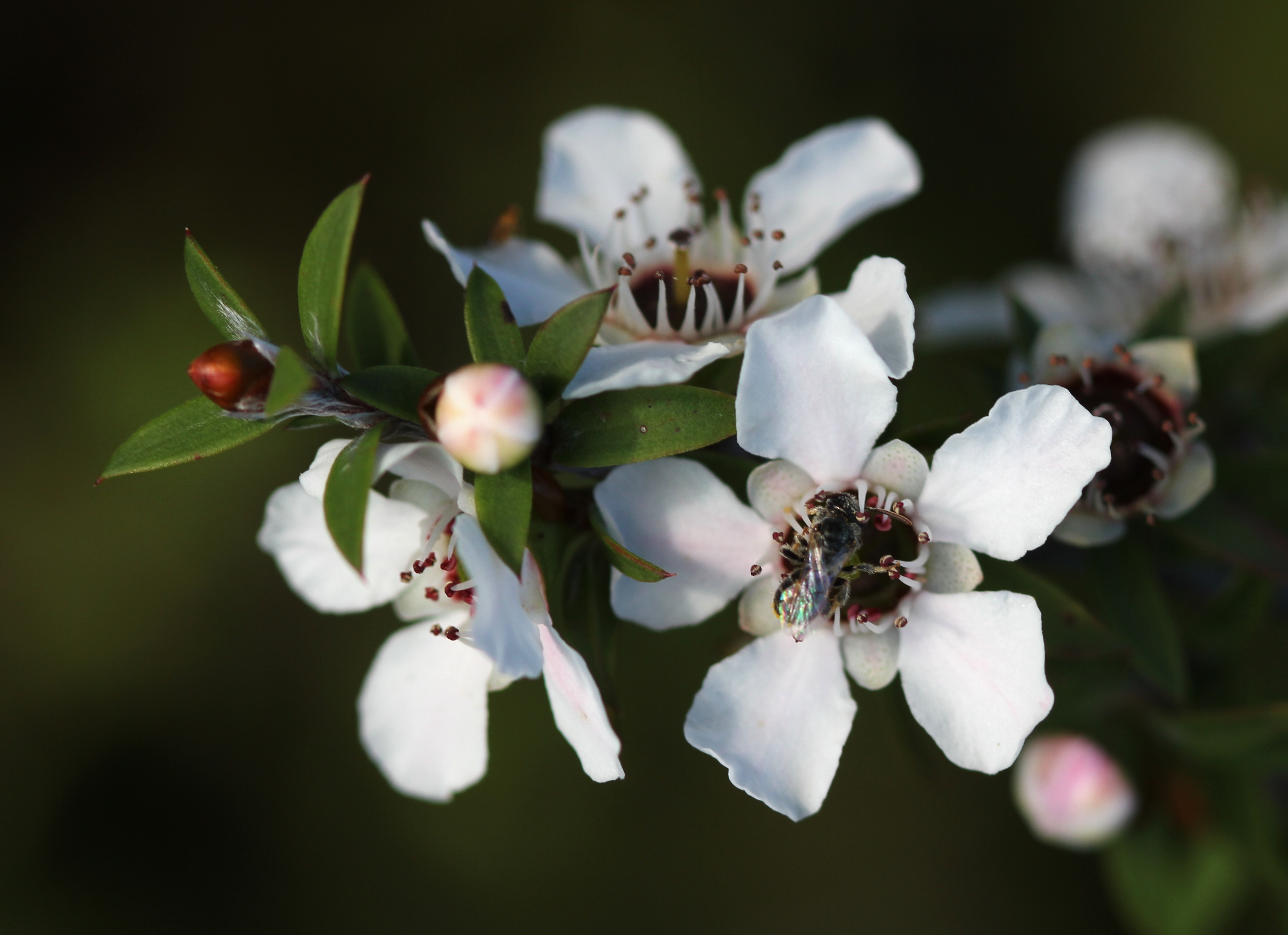
Einheimische Biene auf einem Blütenzweig eines Manuka-Baums in Neuseeland

Strukturformel von Methylglyoxal (MGO)

Die wesentlichen Inhaltsstoffe des Manuka-Honigs sind neben den Zuckern des Honigs in wechselnden Mengen das nicht-peroxidisch antibakteriell wirksame Zuckerabbauprodukt Methylglyoxal (MGO). Methylglyoxal entsteht in der Honigwabe durch Dehydratation des im Nektar der Blüten des Manukastrauchs enthaltenen Stoffes Dihydroxyaceton (siehe unten). Im Nektar selbst ist noch kein Methylglyoxal vorhanden.  Offenbar entwickelt sich dieser Stoff erst nach der Aufnahme des Nektars durch die Bienen und dem Transport in den Bienenstock.
In Arbeiten des Instituts für Lebensmittelchemie der Technischen Universität Dresden konnte die Konzentration des Stoffwechselproduktes Methylglyoxal in bestimmten Manuka-Honigen aus Neuseeland gemessen und dessen antibakterieller Einfluss quantitativ in vitro nachgewiesen werden. Besonders bakterizide Eigenschaften wurden gegen die Erreger Staphylococcus aureus und Escherichia coli festgestellt. Für Methylglyoxal wurde die minimale Hemmkonzentration gegenüber beiden Keimen ermittelt als 1,1 Millimol pro Liter (entsprechend 75 Milligramm Methylglyoxal pro Kilogramm). Der mittels einer HPLC-Methode ermittelte Methylglyoxal-Gehalt war in Manuka-Honig mit 20 bis 800 Milligramm pro Kilogramm bis zu 100fach höher als in konventionellen Honigsorten. In kleineren Studien hat der Honig auch Wirkungen gegen Helicobacter pylori, gegen chronische Wunden und Hautinfektionen gezeigt.
Methylglyoxal hat aufgrund seiner molekularen Eigenschaften – im Gegensatz zu Wasserstoffperoxid – eine hohe Stabilität. Man kann den Honig sogar erhitzen, ohne den Methylglyoxalgehalt zu verringern.
Forscher der Universität von Waikato (Neuseeland) fanden heraus, dass Methylglyoxal hauptsächlich durch einen katalytischen Effekt entsteht. So lösen verschiedene Anionen offenbar im „jungen“ Manuka-Honig eine Dehydratation des Inhaltsstoffes Dihydroxyaceton (DHA) zu Methylglyoxal aus. Dieser Prozess findet nach Einbringen des Honigs in den Bienenstock statt. Die MGO-Konzentration im „reifen“ Honig korreliert mit der DHA-Konzentration im Nektar, welche wiederum von Strauch zu Strauch schwankt. Die TU Dresden hat ein Messverfahren entwickelt, mit dem sich die durch Lagerung erzielbare MGO-Konzentration im Honig vorhersagen lässt. Dies könnte mittelfristig zur gezielten Züchtung und zum Anbau von Manukasträuchern führen und dadurch die Produktion eines hochwirksamen Honigs ermöglichen.
Der Honig aus dem Nektar der verwandten Kunzea-Art Kanuka kann kein MGO entwickeln; es fehlt DHA als Ausgangsstoff für die MGO-Synthese. Da aber die Pollen von Manuka und Kanuka praktisch nicht zu unterscheiden sind, wird auch Kanuka-Honig häufig als Manuka-Honig ausgewiesen. In der freien Natur Neuseelands wachsen Kanuka und Manuka oft in unmittelbarer Nachbarschaft, blühen aber nacheinander. Die Imker lassen teilweise die Bienenstöcke in der Nähe dieser Mischvegetation stehen, so dass auch durch die natürliche Mischung der Trachten Honige unterschiedlichen MGO-Gehalts entstehen.
Die ferner im Manuka-Honig enthaltenen Phenolcarbonsäuren (etwa Kaffeesäure, Ferulasäure, Syringasäure) und Flavonoide (Quercetin, Isorhamnetin, Luteolin) kommen in geringen Konzentrationen vor, ohne eine antibakterielle Wirkung zu entfalten.
Dagegen wurde vom Honig anderer Spezies der Gattung Leptospermum eine vergleichbare antibakterielle Wirkung bestätigt.

## Nicht-peroxidische antibakterielle Wirkstärke
Kommerzielle Manuka-Honige werden hinsichtlich ihrer nicht-peroxidischen antibakteriellen Aktivität mit einem sogenannten Unique Manuka Factor = UMF (übersetzt „einzigartiger Manuka-Faktor“) gekennzeichnet, welchen der neuseeländische Verband Unique Manuka Factor Honey Association (UMFHA) an Lizenznehmer für entsprechende Honigqualitäten vergibt. Zur Bestimmung dieses Faktors wird die antibakterielle Wirkung des Manuka-Honigs mit der einer Phenollösung verglichen: beispielsweise hat ein Manuka-Honig UMF® 20+ die gleiche nicht-peroxidische antibakterielle Wirksamkeit in-vitro wie eine 20-prozentige phenolische Lösung. Im Gegensatz zur MGO-Messung handelt es sich hierbei um eine Messung der Wirksamkeit ohne Zugrundelegung eines speziellen Inhaltsstoffes. Zur Referenzmessung benötigt man mindestens zwei Petrischalen mit gleichen Bakterienkulturen und misst nach der Behandlung mit Honig bzw. Phenol die Größe des entstandenen Hofes. Die Methode wird in Neuseeland heute noch von einigen Firmen angewandt, hat aber den Nachteil, dass wegen der physikalischen Rahmenbedingungen (Abweichungen der Bakterienkulturen, Ungenauigkeiten in der Kreisbildung des jeweiligen Hofes) die Ergebnisse stark variieren können, so dass erst mehrere Messungen einen annähernd verlässlichen Mittelwert ergeben.
2006 wurde an der Technischen Universität Dresden Methylglyoxal (MGO) als antibakteriell aktive Komponente im Manuka-Honig identifiziert. Die mit einer eigens entwickelten HPLC-Methode gemessenen Konzentrationen betrugen je nach Sorte des Manuka-Honigs zirka 20 bis 800 Milligramm pro Kilogramm. Auch konnte eine Korrelation zwischen den nach der UMF-Methode ermittelten Werten und den gemessenen Methylglyoxalgehalten hergestellt werden. Die Firma Manuka Health New Zealand Ltd. charakterisiert den Methylglyoxalgehalt der von ihr vertriebenen Manuka-Honige mit dem Markenzeichen MGO®, gefolgt von einer Zahl, die den Mindestgehalt an Methylglyoxal in Milligramm pro Kilogramm Honig angibt. Andere Anbieter folgen mittlerweile dieser Methodik, indem sie ebenfalls einen MGO-Wert (Methylglyoxalgehalt) zur Charakterisierung der nicht-peroxidischen antibakteriellen Wirkstärke angeben. Ferner wird der Methylglyoxalgehalt auch als Basis für die rechnerische Ermittlung des UMF-Werts verwendet anstelle dessen experimenteller Ermittlung mittels des Hemmhoftests.
| Beziehung zwischen Unique Manuka Factor UMF und Methylglyoxalkonzentration MGO (mg/kg) in Manuka-Honig | Beziehung zwischen Unique Manuka Factor UMF und Methylglyoxalkonzentration MGO (mg/kg) in Manuka-Honig | Beziehung zwischen Unique Manuka Factor UMF und Methylglyoxalkonzentration MGO (mg/kg) in Manuka-Honig | Beziehung zwischen Unique Manuka Factor UMF und Methylglyoxalkonzentration MGO (mg/kg) in Manuka-Honig | Beziehung zwischen Unique Manuka Factor UMF und Methylglyoxalkonzentration MGO (mg/kg) in Manuka-Honig | Beziehung zwischen Unique Manuka Factor UMF und Methylglyoxalkonzentration MGO (mg/kg) in Manuka-Honig |
| --- | --- | --- | --- | --- | --- |
| UMF | 5+ | 10+ | 15+ | 20+ | 25+ |
| MGO | ≥ 83                                                                                                   | ≥ 263                                                                                                  | ≥ 514                                                                                                  | ≥ 829                                                                                                  | ≥ 1200                                                                                                 |

Die Bedeutung des Methylglyoxalgehaltes im Manuka-Honig wurde sowohl hinsichtlich der antibakteriellen Wirksamkeit als auch der toxikologischen Unbedenklichkeit kontrovers diskutiert. Der Lebensmittelchemiker Thomas Henle von der TU Dresden hält die in Manuka-Honigen gefundenen 300 bis 700 mg pro Kilogramm „für den menschlichen Organismus (…) möglicherweise nicht mehr unbedenklich“. Zudem könne es sein, „dass der Manuka-Baum das Methylglyoxal selbst produziert – als Schädlingsabwehr oder durch Stress“. Auch Mikroorganismen von Bienen oder sogar synthetische Produktion und anschließende Beimischung könnten die hohen MGO-Gehalte erklären.

## Fertigprodukte
Im August 2005 wurde ein zur Behandlung von Wunden ausgewiesenes Fertigpräparat unter der Bezeichnung Medihoney europaweit als Medizinprodukt zugelassen. Medihoney wird aus dem Blütennektar verschiedener Leptospermum-Arten gewonnen und enthält als weitere Komponente einen Blütenhonig mit einem hohen Anteil des Enzyms Glucose-Oxidase. Medihoney ist eine eingetragene Warenmarke von Derma Sciences und wird zur Behandlung von Brandwunden und zum generellen Wundmanagement vermarktet.
Das Gemisch wird durch Bestrahlung keimfrei gemacht. Der Hersteller hatte in dem vorausgegangenen Zertifizierungsverfahren behauptet, die Wirkung beruhe auf dem osmotischen Effekt, käme also auf rein physikalischem Wege zustande. Dies wird nach den heutigen Kenntnissen über die antibakteriellen Eigenschaften des Inhaltsstoffes Methylglyoxal und dessen hohen analytisch nachgewiesenen Konzentrationen im Handelspräparat in Frage gestellt.
Für eine arzneiliche Verwendung von Manuka-Honig existieren keine zugelassenen Fertigarzneimittel, so dass ein Bezug nur als Rezeptur bzw. verlängerte Rezeptur in der Apotheke zulässig ist.
Manuka-Honig wird ferner gesundheitsbezogen als Lebensmittel angeboten sowie kosmetisch in Hautpflegepräparaten verwendet.

## Anwendungsgebiete
Mittlerweile wird Manuka-Honig in klinischen Studien erforscht und teilweise angewendet. Die Kinderklinik der Rheinischen Friedrich-Wilhelms-Universität Bonn setzt das auf Manuka-Honig basierende Medizinprodukt Medihoney in der Wundpflege bei Kindern ein. In der Abteilung für Diabetologie einer Berliner Klinik für Anthroposophische Medizin wird Manuka-Honig komplementär zu konventionellen Methoden in der Behandlung des diabetischen Fußsyndroms und anderer schwer heilender Wunden eingesetzt.
Durch den Einsatz des Honigs als Wundauflage soll ein feuchtes Wundmilieu erzeugt werden. Dieses soll in der Lage sein, sich ständig selbst zu desinfizieren, die Wunde nach außen abzuschließen und sie mit wichtigen Nährstoffen zu versorgen. Diese Eigenschaften sind besonders wichtig bei Brandwunden, bei denen Sekundärinfektionen eine häufige und gefürchtete Komplikation darstellen. Sekundärinfektionen können durch die große Angriffsfläche für Keime schnell entstehen. Der Honig soll bewirken, dass Wunden schneller heilen und sich weniger Narben bilden.

## Evidenzlage
Eine systematische Übersichtsarbeit der Cochrane Collaboration aus dem Jahr 2015 stellte fest, dass sich aufgrund der Unterschiede in den Wundarten und Vergleichsbehandlungen keine allgemeinen Schlussfolgerungen über die Wirkung von Honig auf die Wundheilung ziehen lassen. Die Evidenz für die meisten Vergleiche sei von niedriger oder sehr niedriger Qualität. Allerdings bestehe Evidenz hoher Qualität dafür, dass Teilschichtverbrennungen mit Honig etwa vier bis fünf Tage schneller heilen als mit konventionellen Verbänden. Es bestehe Evidenz moderater Qualität dafür, dass Honig wirksamer zur Wundheilung von infizierten Wunden nach chirurgischen Eingriffen ist als Antiseptika mit anschließendem Mullverband. Unklar sei, ob die Behandlung mit Honig bei Verbrennungen, gemischten akuten und chronischen Wunden, Dekubitus, Fournier'schen Gangränen, venösen Beingeschwüren, kleinen akuten Wunden, diabetischen Fußgeschwüren und Leishmaniose besser oder schlechter als andere Behandlungen ist, da die bestehende Evidenz meist von niedriger oder sehr niedriger Qualität sei.
Heuer et al. befürworteten 2011 die Anwendung von Manuka-Honig nur auf nicht-chronischen Wunden, wie sie zum Beispiel infolge einer Verletzung, eines chirurgischen Eingriffs oder nach Strahlentherapie vorkommen. Zum Bewertungszeitpunkt lagen nur wenige tierexperimentelle oder klinische Studien über diese Variante der feuchten Wundbehandlung vor.
Die Deutsche Gesellschaft für Wundheilung und Wundbehandlung e. V. rät in ihrer S3-Leitlinie zur Lokaltherapie chronischer Wunden von der Verwendung ab. Das Hauptproblem in der Behandlung mit Manuka-Honig sei die Schmerzentwicklung, die auf das Methylglyoxal zurückgeführt werden kann.
Manuka-Honigsorten mit einem hohen Gehalt an Methylglyoxal wirken in vitro antibakteriell auf Porphyromonas gingivalis, das für schwere und aggressive Formen der Parodontitis und damit für den Verlust von Zähnen verantwortlich ist.

## Produktfälschungen
Nach neuseeländischem Recht durfte in der Vergangenheit uneingeschränkt jeder Honig, der von einem Bienenvolk produziert wurde, das in der Nähe von Manukapflanzen aufgestellt ist, von den Imkern als „Manuka“ vermarktet werden, auch wenn die Manukaanteile im Honig kaum mehr nachweisbar waren. Die Deutsche Apothekerzeitung berichtete im Juni 2011, dass „mancher neuseeländische Honig“ mit MGO, das als preiswerte Laborchemikalie zur Verfügung stehe, versetzt werde, „um ein niederpreisiges Lebensmittel in ein hochwertiges ‚Naturarzneimittel‘ zu verwandeln“.
2013 warnte die britische Agentur für Lebensmittelstandards (Food Standards Agency) Konsumenten vor zunehmenden Betrügereien mit falschem Manuka-Honig. Analyse-Ergebnisse würden zeigen, „daß offensichtlich insbesondere in England, aber damit natürlich auch im Rest von Europa, sehr viel Manuka-Honig verkauft wird, der gar kein Manuka-Honig ist. Konkret wurde festgestellt, daß in diesen Honigen gar kein Methylglyoxal, also damit gar kein tatsächlicher wertgebender Inhaltsstoff, enthalten war.“ Die neuseeländischen Produzenten gaben 2013 eine jährliche Produktion von nur 1700 Tonnen an, weltweit wurden jedoch jährlich 10.000 Tonnen angeblicher Manuka-Honig verkauft. Nur jeder fünfte bis sechste verkaufte „Manuka-Honig“ sei demnach authentisch. Bei dem Rest handele es sich in Wahrheit um andere Honige. Eine Gruppe Dresdner Lebensmittelchemiker um Thomas Henle konnte auch unter den in Deutschland angebotenen „Manuka-Honigen“ eine ganze Reihe identifizieren, in denen kein Methylglyoxal enthalten war. Diese Honige würden mit entsprechenden „Phantasie-Auslobungen“ wie zum Beispiel active plus oder active 10 verkauft. Auf der Verpackung vorhandene Prüfsiegel zum Methylglyoxal-Gehalt, bezeichnet mit MGO oder auch UMF, seien hingegen ein Indiz für echte Manuka-Honige. 2013 wurde in 14 von 55 in Hongkong getesteten Manuka-Honigen eine Streckung mit Sirup festgestellt.
Im Dezember 2017 stellte das neuseeländische Ministerium für Grundstoffindustrien (MPI) eine Definition und ein Analyseverfahren vor, die für die Authentifizierung von „neuseeländischem Manuka-Honig“ verwendet werden können. Mit diesem Analyseverfahren, welches nur für die neuseeländischen Exporteure von Manuka-Honig vorgeschrieben ist, kann zwischen monofloralen und multifloralen Manuka-Honigen unterschieden werden. Monofloraler Manuka-Honig stammt überwiegend aus einer einzigen Blütenquelle, der Manukapflanze, wohingegen multifloraler Manuka-Honig aus mehreren unterschiedlichen Quellen stammen kann. Die Typisierung wird mit Hilfe von Pollenanalysen, Gentests sowie chemischen Analysen durchgeführt.
Mit der Einführung separater Warennummern für Manuka-Honig – zur Unterscheidung des Honigs von anderen Blütenhonigen im internationalen Zollkodex – war es möglich, die tatsächlichen Exportmengen eines Jahres für Manuka-Honig zu beziffern. 2019 betrugen diese weltweit für monofloralen Manuka-Honig 4.499 Tonnen und für multifloralen Manuka-Honig 2.270 Tonnen. Deutschland liegt im internationalen Vergleich mit einer Importmenge von ca. 314 Tonnen monofloralem, zwei Tonnen multifloralem und folglich einer Gesamtmenge von 316 Tonnen Manuka-Honig auf Platz 6, hinter China, USA, Australien, dem UK und Japan.
Ein zusätzliches Merkmal für die Echtheit ist das neuseeländische Trademark-Zeichen und die dazugehörige „Fernmark Licence Number“.